# کریستوفر هیویو
کریستوفر هیویو (نروژی: Kristofer Hivju؛ زادهٔ ۷ دسامبر ۱۹۷۸) یک هنرپیشه اهل نروژ است.
از جمله آثار او می‌توان به مجموعهٔ تلویزیونی بازی تاج‌وتخت و بازی در نقش تورموند جاینتس‌بـِـین و همچنین فیلم‌های پس از زمین، موجود، به ترتیب خروج از صحنه و فورس ماژور اشاره کرد.

## زندگی شخصی
او فرزند بازیگران نروژی اریک هیوجو و لیزلوت هولمن و پسر عموی بازیگر فرانسوی ایزابل نانتی است. او با گری مولور هویجو ازدواج کرد و آنها دو دختر دارند.
در ۱۶ مارس سال ۲۰۲۰ ، هیویو اعلام کرد که برای COVID-19 در میان همه گیری های ویروس کرونا او نیز گرفتار این بیماری شد.  در خوشبختانه در ۱۵ آوریل، هیویو گفت که او بهبودی کامل یافته است.